# Окума Сіґенобу
Окума Шіґенобу (яп. 大隈重信, おおくましげのぶ; 11 березня 1838 — 10 січня 1922) — японський політичний і державний діяч, дипломат, фінансист, педагог періодів Мейджі й Тайшьо. 8-й і 17-й прем'єр-міністр Японії (30 червня 1898 — 8 листопада 1898, 16 квітня 1914 — 9 жовтня 1916). Міністр фінансів (1873—1880), міністр закордонних справ (1888, 1888—1889, 1896—1897, 1898, 1915), міністр сільського господарства і торгівлі (1897), міністр внутрішніх справ (1914—1915, 1915). Засновник і ректор Університету Васеда (1907—1923). Член і голова Партії конституційних реформ (1882–1896), Прогресивної партії, Конституційної партії і Основної конституційної партії.

## Біографія

### Молоді роки
Окума Сіґенобу народився 11 березня 1838 року в містечку Саґа автономного уділу Саґа-хан. Його батько Окума Нобуясу походив із самурайського роду, служив командиром артилерійської сотні і мав високий річний дохід у 300 коку.
1864 року запропонував уряду Саґа-хану свій план реформування економіки хану і отримав посаду інспектора товарів. Для виконання своїх обов'язків він часто подорожував між Наґасакі та Хьоґо. Під час подорожей Сіґонобу познайомився із Ґвідо Фербеком, американським місіонером голландського походження. Іноземець став його першим викладачем англійської мови і справив вплив на формування світогляду майбутнього дипломата. 1865 року Сіґенобу відкрив в Наґасакі приватну школу Тієнкан з вивчення англійської мови і зайнявся її управлінням. В квітні 1867 року, без дозволу адміністрації Сага-хану, він вирушив разом із Соедзімою Танеомі до Едо, для того, щоби запропонувати сьоґуну Токуґаві Йосінобу, повернути державну владу Імператору. Однак їх обох затримала поліція і силою повернула на батьківщину.
Після реставрації Мейдзі в квітні 1868 року новий Імператорський уряд прийняв Сіґенобу на службу. Він отримав посаду молодшого радника і помічника Іноземної ради, що займалася закордонними справами. Того ж року Сіґенобу провів успішні переговори із британським послом Гаррі Парксом щодо зняття заборони з християнства в Японії і був підвищений до віце-голови Іноземної ради. В березні 1869 року він одружився із Саеґосою Аяко.
Наступного місяця того ж року отримав призначення на посаду віце-голови Ради обрахунків, в серпні став віце-головою Міністерства фінансів, а згодом — заступником голови Міністерства народних справ. На цих посадах він займався валютною реформою, відкриттям японської залізниці й телеграфу, а також заснуванням Міністерства промисловості. В жовтні 1870 року уряд надав Сіґенобу за заслуги посаду Імператорського радника.

### Міністр

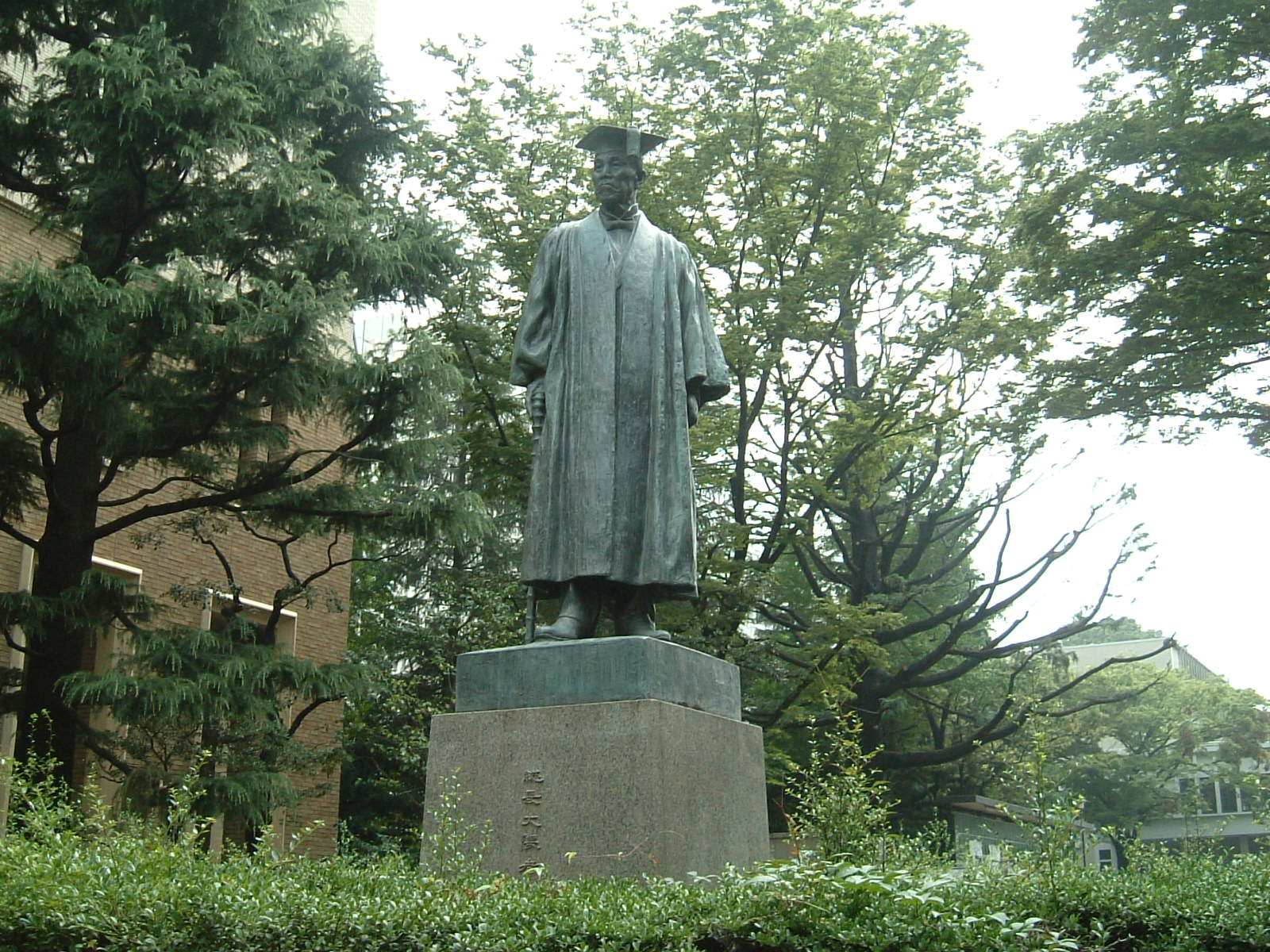
Бронзова статуя Окуми Сіґенобу в університеті Васеда.

Під час дебатів в уряді про завоювання Кореї, що були ініційовані 1873 року Сайґо Такаморі, Сіґенобу виступив проти політики застосування сили. Цю позицію оцінив Окубо Тосіміті, який доручив йому керівництво фінансами країни і призначив на пост міністра фінансів в жовні 1873. З метою скорочення витрат і забезпечення стабільних надходжень до державного бюджету Сіґенобу скасував пенсії для нетитулованої шляхти та провів земельно-податкову реформу. В лютому 1880 року, після загибелі Окубо Тосімі, він очолив Палату радників і продовжив курс на розвиток японської промисловості та капіталістичних відносин. З одного боку економічна політика Сіґенобу була спрямована на підтримку малого і середнього бізнесу, а з іншого сприяла формуванню тісних зв'язків уряду із великими монополістичними корпораціями, такими як Міцубісі та Міцуї.
В березні 1881 року Сіґенобу подав до уряду пропозицію про відкриття Всеяпонського Парламенту. Він наполягав на необхідності створення тимчасових Народних зборів та системи Кабінету міністрів на партійній основі. Сіґенобу також висловив свій протест проти незаконної діяльності голови Відділу освоєння Півночі Куроди Кійотаки, який займався продажем державного майна на Хоккайдо приватним особам. Цей протест викликав роздратування консервативних урядових фракцій Сацуми, до якої належав Курода, і Тьосю, яка опиралася демократичним перетворенням в країні. В жовтні 1881 року, за сприяння представників Імператорського двору, вони змусили опального Сігенобу вийти зі складу уряду і скласти з себе головування у Палаті радників. Разом із ним у відставку пішла велика кількість урядовців і адміністраторів. Ця подія отримала назву «інцидент 1881 року».
Після інциденту в Японії набурав обертів партійний рух. В квітні 1882 року, разом із Яно Фуміо й Оно Адзусою, Сіґенобу сформував Партію конституційних реформ (ПКР) і став її головою. В жовті того ж року, за допомоги Оно та Такати Санае, він заснував Спеціальне училище Васеда, яке 1902 року було перейменоване на Університет Васеда.
В грудні 1884 року Сіґенобу вийшов з ПКР, а в лютому 1888 року став міністром закордонних справ у першому кабінеті Іто Хіробумі. Він залишився на цій посаді в наступному уряді Куроди Кійотаки, проте був втягнутий у дипломатичний скандал: 1888 року під час перегляду нерівноправних переговорів з Британією, Сіґенобу пообіцяв призначити британських суддів до японського Верховного суду, що викликало бурю протестів в Японії. 1889 року один з активістів товариства антизахідників здійснив замах на міністра. Сіґенобу вижив, але втратив праву руку. В грудні того ж року він пішов у відставку і став членом Таємної Ради Імператора.
В грудні 1891 року, у зв'язку з відкриттям японського Парламенту, Сіґенобу відновив своє членство у ПКР, був обраний до Парламенту і став головою партійної фракції. В березні 1896 року на основі цієї партії він заснував нову Прогресивну партію і взяв не себе керівництво нею. В вересні того ж року, Сіґенобу уклав домовленості із сацумською фракцією в уряді і увійшов до складу другого кабінету Мацукати Масайосі, де зайняв посаду міністра іноземних справ. Наступного 1897 року він паралельно очолив Міністерство сільського господарства і торгівлі, але в листопаді того ж року пішов у відставку через розходження із сацумцями.

### Прем'єр

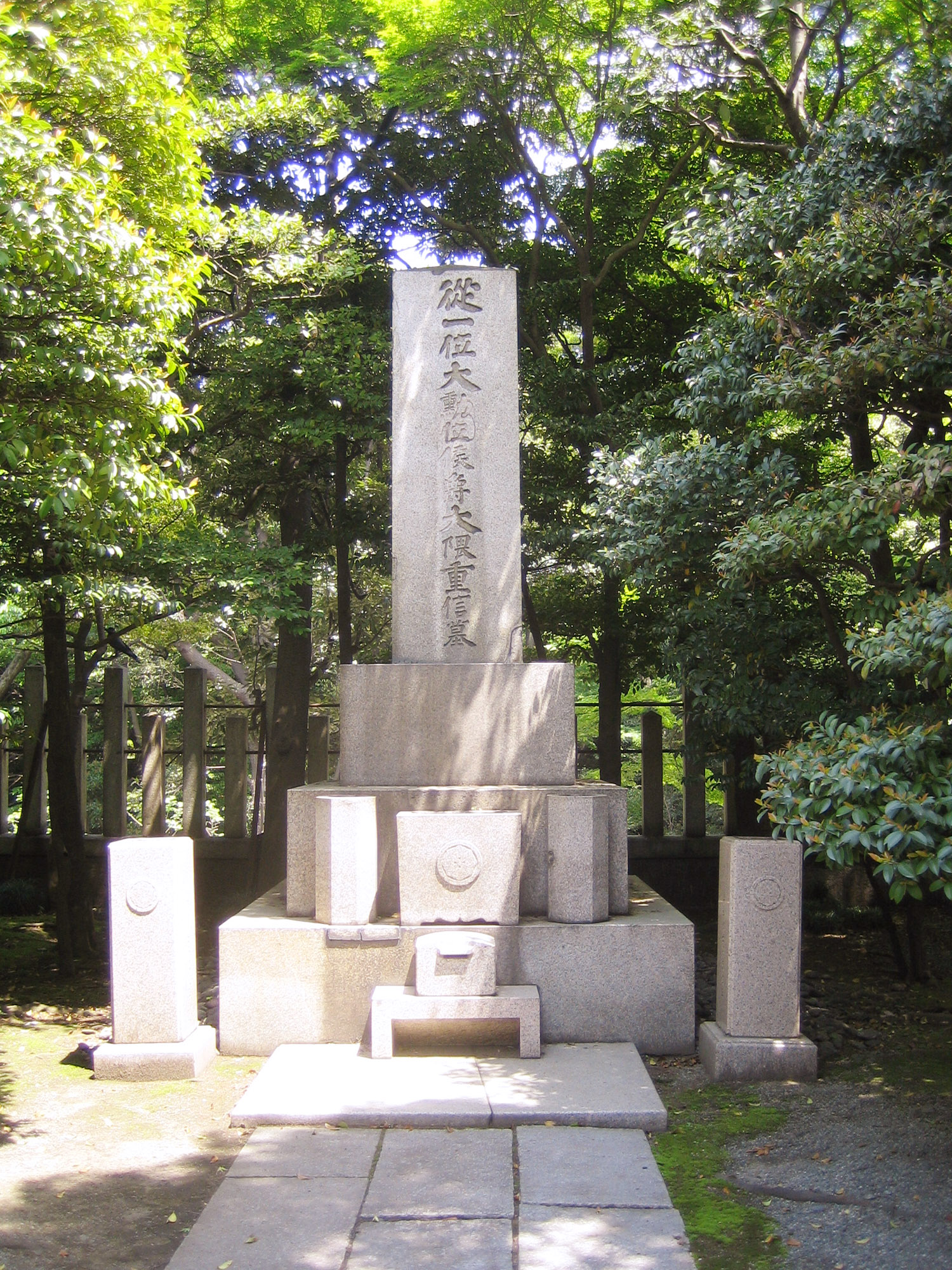
Могила Окуми Сіґенобу.

1898 року Сіґенобу об'єднав Прогресивну партію із Ліберальною партією Ітаґакі Тайсуке, утворивши Конституційну партію. 30 червня 1898 він посів прем'єрське крісло і сформував перший в історії Японії партійний кабінет. Проте через внутрішньопартійні чвари, які змусили колишніх прогресистів виокремитися у окрему Основну конституційну партію, уряд Сіґенобу протримався лише 4 місяці. В грудні 1900 року він очолив цю партію і залишався її головою до січня 1907 року. Після цього екс-прем'єр покинув політичну діяльність, зайнявшись з квітня 1907 року освітянськими справами Університету Васеда.
В ході першого руху на захист Конституції Сіґенобу повернувся до японського політичного життя. 1914 року він вдруге став прем'єр-міністром і сформував свій другий кабінет. У цьому уряді Сіґенобу паралельно виконував обов'язки міністра внутрішніх справ. За його прем'єрства Японія вступила у Першу світову війну на боці Антанти, збільшила чисельність своєї армії на дві дивізії й 1915 року висунула 21 вимогу китайському уряду. В серпні 1915 року Сіґенобу провів реорганізацію свого уряду і поряд із посадою прем'єра, зайняв пост міністра закордонних справ. В липні 1916 року Імператор дарував йому титул маркіза за заслуги перед державою. В жовтні того ж року кабінет Сіґенобу вийшов у відставку у повному складі.
Окрім політики Сіґенобу займався просвітницько-викладацькою діяльністю. Він був засновником Товариства видання японських творів і Асоціації великої японської цивілізації, які займалися публікацію японської класики, історичних та релігійних праць. Сіґенобу виконував обов'язки головного редактора журналів «Нова Японія» і «Огляд», а також був автором публіцистично-історичних есе «П'ятдесят років відкриття Японії», «Велика історія відкриття Японії». Своїм головним завданням як педагога-просвітника він бачив виховання модерної японської нації, оплоту японської конституційної монархії.
1 січня 1922 року Окума Сіґенобу помер від жовчекам'яної хвороби в Токіо. В похоронах, які відбулися в парку Хібія, взяли участь десятки тисяч людей. Поховали екс-прем'єра на території монастиря Ґококудзі в районі Бункьо, в Токіо.